# حماض حامض
الحُمَّاض الحَامِض، واسمه العلمي Rumex thyrsiflorus، هو نوع من الحُمَّاض.